# 白石憲浩
白石 憲浩（しらいし のりひろ、1969年12月17日 - ）は、福井放送 (FBC) の幹部社員で、同局人事部長。元同局のアナウンサーで、気象予報士の資格を持つ。大阪府守口市出身。

## 担当番組

### テレビ
- 夕方いちばんプラス1 - お天気コーナー解説役[3]

### ラジオ
- 日ベルこん のりのり電リクスペシャル
- どぉ〜ンと土曜日 - 週替わりパーソナリティ